# Livermori
Livermori (phát âm như "li-vơ-mo-ri"; tên quốc tế: livermorium), trước đây tạm gọi ununhexi (phát âm như "un-un-héc-xi"; tên quốc tế: ununhexium), là nguyên tố tổng hợp siêu nặng với ký hiệu Lv (trước đây Uuh) và số nguyên tử 116. Số khối của nguyên tử có phóng xạ bền nhất (289).
Nó nằm ở vị trí của nguyên tố nặng nhất thuộc nhóm 16 (VIA), tuy nhiên đồng vị bền đầu đủ chưa được biết đến nhằm cho phép tiến hành các thí nghiệm hóa để xác định vị trí của nó giống như nguyên tố nặng hơn poloni.
Nó được phát hiện năm 2000 và từ khi phát hiện đến nay mới có khoảng 30 nguyên tử được tạo ra hoặc từ tổng hợp trực tiếp hoặc là sản phẩm phân rã của ununocti, và có quan hệ với các phân rã từ các đồng vị bên cạnh với khối lượng 290–293. Đồng vị ổn định nhất cho đến nay là 293Lv với chu kỳ bán rã ~60 mili giây.

## Lịch sử

### Khám phá
Vào ngày 19/7/2000, các nhà khoa học tại Dubna (JINR) khám phá một phân hủy riêng biệt từ một nguyên tử của livermorium khi bắn Ca-48 vào Cm248. Kết quả được công bố vào tháng 12 năm 2000. 10.54 MeV phát xạ alpha từ 292Lv và sau đó phân hủy thành 288Fl. Kết quả của phản ứng phải biến đổi thành 289Fl, và vì vậy hoạt động đó thì tương đồng thay đổi thành 293Lv. Hai hạt nhân được tạo thành thì được báo cáo bởi học viện từ thí nghiệm thứ hai của họ trước tháng 4-5/2001.
Trong mỗi thí nghiệm họ cũng đã tìm ra một chuỗi phân hủy với sự tương đồng quan sát đầu tiên sự phân hủy của flerovium và gán thành 289Fl. Hoạt động này đã không quan sát được khi lặp lại phản ứng. Tuy nhiên, sự dò tìm (của) nó trong loạt này (của) những sự thí nghiệm chỉ báo khả năng (của) sự suy sụp (của) một chất đồng phân của livermorium, đó là 293bLv, hay sự phân hủy đặc biệt của nhóm chất đồng phân đã được khám phá,293aLv, khi hạt anpha đầu tiên được giài phóng. Các nghiên cứu về sau nhằm xác thực phản ứng này.
Đội nghiên cứu lặp lại thí nghiệm tháng 4-5/2005 và phát hiện ra 8 nguyên tử của livermorium. Dữ liệu phóng xạ chính xác xác nhận sự khẳng định khám phá chất đồng vị như 293Lv. Trong cuộc chạy đua này, đội nghiên cứu cũng quan sát được 292Lv trong  4n kênh trong lần đầu.
Vào tháng 5 năm 2009, Joint Working Party báo cáo trên khám phá của copernicium và thừa nhận khám phá chất đồng vị 283Cn. Cái này bao hàm về thực tế khám phá ra livermorium, như 291Lv (nhìn thấy ở dưới), từ chứng thực dữ liệu liên quan đến 283Cn, mặc dù thí nghiệm khám phá thực tế có thể xác nhận như trên.
Năm 2011, IUPAC đánh giá nhóm nghiên cứu của viện Dubna và chấp nhận họ như đã tìm được nguyên tố có số hiệu 116.

## Tên gọi
Livermorium trước đây gọi là eka-polonium.[10] Ununhexium (Uuh) là tên tạm thời của nguyên tố tổng hợp theo IUPAC. Các nhà khoa học thông thường ham chiếu đến các phần tử đơn giản như nguyên tố 116 (hoặc E116). Theo những khuyến cáo của IUPAC,những người khám phá về nguyên tử mới có quyền gợi ý một cái tên.
Các khám phá về livermorium thì được đón nhận bởi JWG of IUPAC vào 1/6/2011, cùng với flerovium.[9] Theo JINR, nhóm nghiên cứu của viện Dubna muốn đặt tên nguyên tố 116 là moscovium, sau Moscow Oblast nơi mà đặt viện Dubna. Tuy nhiên, cái tên livermorium và ký hiệu Lv được chấp nhận vào 31/5/2012. Sau quá trình thừa nhận của IUPAC. Tên đoán nhận Phòng thí nghiệm Tự nhiên Lawrence Livermore, trong thành phố Livermore, California, Hoa Kỳ, mà cộng tác với  JINR trong khám phá. Thành phố được đặt tên theo tên một chủ trang trại Hoa Kỳ Robert Livermore, một người Mêhicô gốc Anh.

## Những thí nghiệm hiện tại và tương lai
Đội nghiên cứu của viện Dubna chỉ báo cáo kế hoạch tổng hợp livermorium từ plutonium-244 và titanium-50. Thí nghiệm này sẽ cho phép họ đánh giá tính khả thi của việc dùng các chất phóng xạ có Z > 20 đòi hỏi trong việc tổng hợp các nguyên tố nặng với Z>118. Mặc dù hoạch định cho năm 2008, phản ứng tổng hợp của cặn phóng xạ còn lại đã không được chỉ đạo cho đến nay.[14]
Có những kế hoạch lặp lại nữa với Cm-248, phản ứng giải phóng 2n, dẫn đầu trong đồng vị mới 294Lv. Ngoài ra, họ có những kế hoạch tương lai cho sản phẩm giải phóng 4n, 292Lv, mà sẽ cho phép họ đánh giá sự ổn định hiệu ứng của N=184 trên phần vỏ của các cặn phóng xạ.

## Hạt nhân tổng hợp
Đạn và bia sự kết hợp hàng đầu để tổng hợp hạt nhân có Z=116
Bảng dưới chứa đựng những sự kết hợp khác nhau những bia và những đạn mà đã có thể được dùng để hình thành trộn hạt nhân với số lượng nguyên tử 116. Bảng ở dưới cung cấp những mặt cắt ngang và những năng lượng kích thích cho những phản ứng nấu chảy nóng sản xuất những chất đồng vị livermorium trực tiếp. Dữ liệu in đậm đại diện cho cực đại suy ra từ những phép đo các hạt kích thích. ở dưới bảng chứa đựng những bia và đạn khác nhau những sự kết hợp mà cho cái đó những sự tính toán có được cung cấp đánh giá cho mặt cắt ngang những năng suất từ những kênh bay hơi neutron khác nhau.
| Bia đỡ | Đạn  | Sản phẩm | Kết quả             |
| ------ | ---- | -------- | ------------------- |
| 208Pb  | 82Se | 290Lv    | Thất bại            |
| 232Th  | 58Fe | 290Lv    | Đang phản ứng       |
| 238U   | 54Cr | 292Lv    | Thất bại            |
| 244Pu  | 50Ti | 294Lv    | Đang phản ứng       |
| 248Cm  | 48Ca | 296Lv    | Phản ứng thành công |
| 246Cm  | 48Ca | 294Lv    | Đang phản ứng       |
| 245Cm  | 48Ca | 293Lv    | Phản ứng thành công |
| 249Cf  | 40Ar | 289Lv    | Đang phản ứng       |

## Phản ứng phân hạch
208Pb(82Se,xn)290−xLv
Năm 1998, nhóm nghiên cứu GSI cố gắng tổng hợp 290Lv như một sự bắt sản phẩm phóng xạ (x=0). Không một nguyên tử nào được tạo ra cung cấp giao điểm khu vực của 4.8 pb.

## Phản ứng nhiệt hạch
Đây là những quá trình mà tạo ra hạt nhân hỗn hợp tại năng lượng kích thích cao (~40–50 MeV), dẫn đến việc giảm sự tồn tại của sản phẩm phân hạch. Hạt nhân bị kích thích và giải phóng 3-5 neutron. Những phản ứng đều dùng hạt nhân 48Ca với những năng lượng kích thích trung gian (~30–35 MeV) và đôi khi được xem là phản ứng nhiệt hạch. Hướng này, một phần, tương đối có năng suất cao từ những phản ứng này.

##### 238U(54Cr,xn)292−xLv
Có nhưng chỉ định chung mà những phản ứng được cố gắng bởi đội GSI năm 2006. Không có kết quả ở bảng trên, báo cáo không có nguyên tử nào được tạo ra. Đây là hy vọng từ những người nghiên cứu của phân loại của giao điểm cho bia 238U.

##### 248Cm(48Ca,xn)296−xLv (x=3,4)
Sự cố gắng đầu tiên tổng hợp livermorium năm 1977 bởi Ken Hulet và đồng đội anh ấy tại phòng thí nghiệm tự nhiên Lawrence Livermore(LLNL). Họ không có khả năng phát hiện nguyên tử livermorium. Yuri Oganessian và đội của anh ấy tại Phòng thí nghiệm phản ứng hạt nhân Flerov(FLNR) sau này đã cố gắng tạo phản ứng năm 1978 và gặp thất bại. Năm 1985, một thí nghiệm chung giữa Berkeley và đội của Peter Armbruster tại GSI, kết quả lần nữa tiêu cực với tính toán mặt cắt giới hạn của 10–100 pb.[20]
Năm 2000, các nhà khoa học Nga tại Dubna cuối cùng đã thành công trong việc phát hiện livermorium, Đó chính là 292Lv. Năm 2001, họ lặp lại phản ứng và hình thành  một nhóm 2 nguyên tử trong thí nghiệm của họ. Nguyên tử thứ ba được thăm dò chính là 293Lv trên cơ sở phóng xạ anpha từ nguyên tử khác.Tháng 4 năm 2004, đội thực hiện thí nghiệm lần nữa với năng lượng cao và phát hiện một dây chuyền phóng xạ mới, Đó là 292Lv. Trên cơ sở này, dữ liệu nguyên bản lại là 293Lv. Thí nghiệm dây chuyền có lẽ liên quan đến chất đồng vị này. Trong phản ứng này, 2 nguyên tử 293Lv được tạo ra.
Trong thí nghiệm được thực hiện tại GSI trước tháng 6-7/2010, các nhà khoa học đã thu được 6 nguyên tử livermorium; 2 nguyên tử 293Lv và 4 nguyên tử 292Lv. Họ có khả năng xác nhận dữ liệu phóng xạ và giao điểm cho phản ứng hạt nhân.

##### 245Cm(48Ca,xn)293−x116 (x=2,3)
Để ấn định số khối cho livermorium, vào tháng 3-5/2003 nhóm nghiên cứu ở viện Dubna bắn phá 245Cm với đầu đạn 48Ca. Họ phát hiện hai đồng vị mới, đó là 291Lv và 290Lv. Thí nghiệm này lặp lại thành công vào tháng 2-3/2005 có 10 nguyên tử được tạo thành với dữ liệu phóng xạ đồng nhất với báo cáo thí nghiệm năm 2003.

## Sản phẩm phóng xạ
Livermorium cũng tìm thấy trong sự phân hủy của ununoctium. Trong tháng 10/2006 nó được công bố từ 3 nguyên tử của ununoctium được tìm thấy bằng cách kết hợp californium-249 với ion calcium-48, sau đó nhanh chóng phân hủy thành livermorium.[21]
Quan sát 290Lv cho thấy đó là sản phẩm của 294Uuo và tỏ ra là sự tổng hợp ununoctium.
Sự phân hạch hỗn hợp hạt nhân với Z=116
Vài thí nghiệm được thực hiện từ 2000–2006 tại Phòng thí nghiệm phản ứng hạt nhân Flerov ở Dubna nghiên cứu những đặc trưng hỗn hợp 296,294,290Lv. Bốn phản ứng hạt nhân được sử dụng, gồm 248Cm+48Ca,246Cm+48Ca, 244Pu+50Ti và 232Th+58Fe. Kết quả làm sáng tỏ như thế nào mà hạt nhân phân hạch chiếm ưu thế bởi đang đóng bật ra vỏ hạt nhân như 132Sn (Z=50, N=82). Nó cũng được tìm thấy bằng việc phân hủy hỗn hợp hạt nhân giữa 48Ca và 58Fe, trong tương lại 58Fe sẽ giúp tạo ra các nguyên tố siêu nặng. Ngoài ra, so sánh thí nghiệm tổng hợp 294Lv dùng 48Ca và 50Ti, năng suất của phản ứng ~3x ít cho 50Ti, cũng gợi ý trong tương lai dùng SHE sản xuất[22]
Đồng vị và tính chất hạt nhân
Thời gian khám phá các đồng vị
| Đồng vị | Năm khám phá | Phản ứng       |
| ------- | ------------ | -------------- |
| 290Lv   | 2002         | 249Cf(48Ca,3n) |
| 291Lv   | 2003         | 245Cm(48Ca,2n) |
| 292Lv   | 2004         | 248Cm(48Ca,4n) |
| 293Lv   | 2000         | 248Cm(48Ca,3n) |

Trên lý thuyết tính toán như một kiểu đường hầm lượng tử những sự hỗ trợ theo số liệu thực nghiệm liên quan đến 293,292Lv.[24][25]
Hủy bỏ chất đồng vị 289Lv
Năm 1999, nghiên cứu sinh tại phòng thí nghiệm tự nhiên Lawrence Berkeley công bố sự tổng hợp của 293Uuo (xem ununoctium), trong bảng công bố trong Lá thư tổng quan về Vật Lý.[26]Đòi hỏi chất đồng vị 289Lv phân hủy bởi 11.63 MeV phát xạ anpha với chu kì bán rã 0.64 ms. Trong những năm sau, họ rút lại kết quả đã công bố vì không thể thực hiện lại phản ứng.[27] Trong tháng 6/2002, giám đốc của phòng thí nghiệm công bố rằng tuyên bố nguyên bản của khám phá của hai phần tử đó dựa vào dữ liệu có sẵn bới Victor Ninov. Như trên, đồng vị này livermorium cũng không được biết đến hiện nay.

## Tính chất hóa học

### Tính chất ngoại suy

##### Trạng thái oxy hóa
Livermorium được dự đoán là nguyên tố thuộc nhóm VIA của chu kì 7 với tính chất như một phi kim và là nguyên tố nặng nhất của nhóm 16 (VIA) trong bảng tuần hoàn, dưới polonium. Nhóm trạng thái oxy hóa +VI được biết cho tất cả các nguyên tố nhóm 16 trừ oxi vì oxi thiếu orbital d cho sự kích thích và bị giới hạn số oxy hóa cao nhất là +2, ví dụ OF2. Trạng thái oxy hóa +4 thì được biết như lưu huỳnh, selenium,tellurium, and polonium, độ bền giảm từ S(IV) và Se(IV) đến  Po(IV). Tellurium(IV) là trạng thái oxy hóa bền của nguyên tố này. Điều này cho thấy trong nhóm, trạng thái oxy hóa càng cao thì độ bền giảm và livermorium phải có số oxy hóa là +4 và trạng thái oxy hóa bền +2. Nó cũng có số oxy hóa -2 như các oxide,sulfide, selenide, telluride, và polonide.

##### Hóa học
Tính chất hóa học của livermorium có thể suy ra từ polonium. Nó có một oxidation là dioxide, LvO2, mặc dù một trioxide, LvO3 có vẻ hợp lý, nhưng không chắc chắn được. Trạng thái oxy hóa +2 phải có một monooxide, LvO. Sự flor hóa sẽ chắc chắn tạo thành tetrafluoride, LvF4 hoặc difluoride, LvF2; hexafluoride, LvF6, thì không chắc chắn. Sự clor hóa và brom hóa có thể cho chloride và bromide tương ứng, LvCl2 và LvBr2. Trạng thái oxy hóa bới iod phải chắc chắn tạo ra LvI2 và phải thậm chí trơ với nguyên tố này.